# Дивертикуліт
Дивертикулі́т (лат. diverticulitis) — запалення дивертикулу (вродженого або набутого випинання стінки, яка сліпо закінчується), порожнистих або трубчастих органів.

## Клінічні прояви
Зазвичай включають раптовий біль в нижніх відділах живота, зазвичай в лівій здухвинні ділянці (лівосторонній апендицит), проте він може мати наростаючий характер впродовж декількох днів. У пацієнтів з Європи та Північної Америки біль зазвичай виникає у лівій здухвинній ділянці, а у пацієнтів походженням із країн Азії — часто у правій здухвинній ділянці[джерело?]. Також можуть бути й інші прояви: гарячка, нудота, пронос чи закреп, кров у калі. Напади можуть повторюватися.

## Класифікація

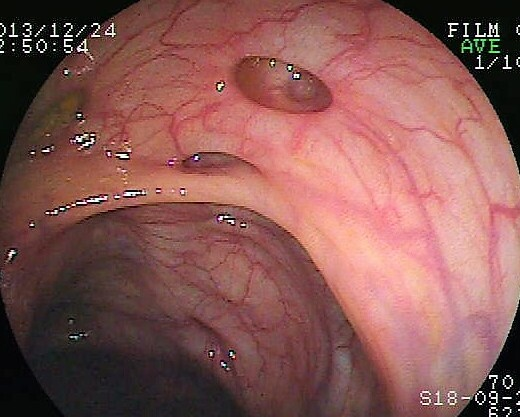
Дивертикульоз у сигмоподібній кишці

1. Справжній дивертикул (дивертикул Меккеля),
2. Псевдодивертикул (дивертикул Ценкера)

За стадіями (Ханзен — Сток):
- 0 — дивертикульоз
- I — гострий неускладнений дивертикуліт
- II A — перидивертикуліт, флегмона
- II B — прикрита перфорація кишки з периколічним або мезоколічним абсцесом
- II C — відкрита перфорація з гнійним перитонітом
- III — хронічно — рецидивуючий дивертикуліт (з / без ускладнень)
- IV — кровотеча з дивертикула

## Етіологія
Причини виникнення не до кінця вивчені. Близько 40 % припадає на спадковість і 60 % — на інші чинники. До факторів ризику належать: ожиріння, малорухливий спосіб життя, куріння, сімейний анамнез захворювання, нестероїдні протизапальні препарати. Випинання, які не запалені, називаються дивертикульозом.

### Дієта
Припускають, що дієти з низьким вмістом клітковини відносяться до факторів ризику, проте підтвердження цьому немає. Також є припущення, що відмова від горіхів та насіння зменшує ризик виникнення дивертикуліту, проте ця теорія також ще не підтверджена. Можливо, що споживання горіхів та кукурудзи зменшує ризик виникнення дивертикуліту в дорослих чоловіків.

## Епідеміологічні особливості
Дивертикуліт найчастіше зустрічається у літніх людей. У західних країнах найчастіше зустрічається дивертикуліт сигмоподібної кишки (95 %). Поширюваність захворювання порівняно з 1920-м роком збільшилася на 10 %. Близько 65 % людей віком 85 років хворіють на дивертикуліт, та менше 5 % людей віком до 40 років. В Азії та Африці частіше зустрічається правосторонній дивертикуліт (уражається висхідна ободова кишка), натомість в Європі та Америці — лівосторнній (уражається сигмоподібна кишка). 10-25 % осіб з дивертикульозом згодом будуть хворіти на дивертикуліт.

## Патогенез
Дивертикуліт, як вважається, виникає через зміни всередині кишки. Вирішальну роль в патогенезі дивертикуліту відіграє підвищений внутрішній тиск кишки, внаслідок чого відбувається випинання (пролапс) слизової і підслизової оболонок через «слабкі місця» м'язового шару кишки. Формується псевдодивертикул. Якщо випинаються всі шари стінки кишки (разом з м'язовим), говорять про справжній дивертикул. Внаслідок супутніх захворювань, запальних процесів, контамінації патогенними мікроорганізмами, виникає запалення дивертикула — дивертикуліт. Кишкові кровотечі, абсцеси, перфорації, фістули, закрепи, також з часом призводять до дивертикуліту. Більшість людей з дивертикульозом не помічають ніяких проявів, проте можуть бути вздуття, короткочасні спазми, закрепи. Основні зрушення виникають при появі ускладнень. Через схожість клінічних проявів, дивертикуліт часто називають «лівобічним апендицитом».

## Діагностика
У більшості випадків, людей з проявами дивертикуліту обстежують за допомогою комп'ютерної томографії. Це дуже точний метод (98 %) у діагностиці цього захворювання. Для отримання максимуму можливої інформації роблять тонкий зріз (до 5 мм) поперечного зображення через весь живіт і таз, після того як пацієнт отримав перорально та внутрішньовенно контрастну речовину. Зображення виявляє локалізовані потовщення стінки товстої кишки, при запаленні поширюється на жир навколо кишки. КТ також може виявити більш складний дивертикуліт, який пов'язаний з абсцесом. У крові виявляють підвищення рівня С-реактивного протеїну та лейкоцитоз. Іригоскопія та колоноскопія протипоказані в гострій стадії процесу через ризик перфорації.

### Диференційний діагноз
Диференційний діагноз включає рак товстої кишки, запальні захворювання кишки, ішемічний коліт, синдром подразненого кишечника, сечокам'яна хвороба, а також низка урологічних та гінекологічних хвороб.

## Лікування
У більшості випадків простий, неускладнений дивертикуліт піддається консервативному лікуванню разом із дієтою.

### Лікування дієтою
Раніше вважалося, що людина повинна дотримуватися дієти із низьким залишком відходів. Це зменшувало навантаження на товсту кишку, що давало їй більше часу на заживлення. Проте з новими дослідженнями цей факт не підтвердився, як і не підтвердився факт впливу пробіотиків на зменшення запалення.

### Антибіотики
Антибіотики застосовуються при супутній бактеріальній інфекції. При легких дивертикулітах приймають перорально, при тяжких — перорально та внутрішньовенно.

### Хірургічне лікування
Екстрених операцій при дивертикулітах не показано. Проте операції роблять, якщо є ускладнення у вигляді абсцесу, нориці, або перитоніту внаслідок розриву стінки. Проводять планові операції по видаленню ураженої частини товстої кишки, коли прояви тяжкі, часті загострення, також звертають на загальний стан організму, на вік. Планову операцію можна робити мінімум після 6 тижнів від одужання від гострого дивертикуліту. Операції призначають в тих випадках, коли ризик операції менший, ніж ризик ускладнень.

## Ускладнення
При гострих дивертикулітах можливий розрив стінки із евакуацією вмісту у черевну порожнину або порожнину таза, що призводить до перитоніту, який необхідно лікувати тільки хірургічно. Іноді запалені дивертикули можуть привести до звуження просвіту кишки, та появи кишкової непрохідності. Нориці — також серйозне ускладнення, яке потребує хірургічного втручання. Інші ускладнення — абсцеси, перитоніти, кровотечі, стриктури.